# Beija-flor-de-peito-azul
Colibri-de-garganta-safira ou beija-flor-de-peito-azul (Chionomesa lactea) é uma espécie de beija-flor que pode ser encontrada em vários países da América do Sul, dentre eles: Brasil, Bolívia, Peru e Venezuela, indo da Floresta Amazônica até Santa Catarina; há registros incertos no leste do Equador. Tanto os machos quanto as fêmeas possuem um peito azulado ("safira") e um abdome verde-azulado com uma faixa branca bem delineada. O bico é quase retilíneo com a parte superior da mandíbula em preto e a parte inferior num tom róseo. O beija-flor-de-peito-azul é encontrado em bordas de florestas, regiões montanhosas e jardins em áreas urbanas.
A espécie possui um área de alcance estimada em 1.500.000 km², e ainda que o tamanho de sua população seja incerto, acredita-se que seja grande, dada a sua descrição como "frequente" em pelo menos parte de sua área de alcance. Não é considerada em declínio e assim sua avaliação é Pouco preocupante (LC, Least concern).

## Subespécies
São reconhecidas três subespécies:
- Amazilia lactea lactea (Lesson, 1832) - ocorre na região central e sul do Brasil, do estado da Bahia até o estado do Paraná;
- Amazilia lactea bartletti (Gould, 1866) - ocorre do leste do Peru até o norte da Bolívia e região adjacente do extremo oeste do Brasil;
- Amazilia lactea zimmeri (Gilliard, 1941) - ocorre nos Tepuis do sudeste da Venezuela, na região do Monte Auyan-tepui.

## Nanumismática
O beija-flor-de-peito-azul foi representado três vezes na história monetária do Brasil: a primeira vez no anverso da cédula de 100 000 cruzeiros (BRE) em 1992 e na subsequente reimpressão com sobre-estampa de 100 cruzeiros reais (BRR) em 1993. A segunda vez foi em 1994, com a criação do Plano Real: a espécie foi escolhida para ilustrar o reverso da cédula de um real (BRL) da primeira família, cuja impressão foi descontinuada em 2005. Já na terceira vez, aconteceu no ano de 2019 em comemoração aos 25 anos do plano real, sendo ilustrada no verso da moeda de 1 real, sendo apenas comemorativa e não uma moeda frequente.